# شهرک صنعتی (لارستان)
شهرک صنعتی، روستایی در دهستان حومه بخش مرکزی شهرستان لارستان در استان فارس ایران است.

## جمعیت
بر پایه سرشماری عمومی نفوس و مسکن در سال ۱۳۹۵، جمعیت این روستا برابر با ۹۷ نفر (۲۰ خانوار) بوده است.